# کیانی (طایفه)
طایفه کیانی، یکی از طایفه‌های اصیل ایران ازدودمان پادشاهان ایرانی از خسرو پرویز و لهراسب و کی‌قباد و اسفندیار می‌باشد که در سیستان سکونت داشتند.
نوادگان این طایفه در لرستان، همدان، چهارمحال و بختیاری، خوزستان و ولایت نیمروز نیز از این طایفه سکنی گزیده‌اند.به عنوان مثال تیره های همچون(کی شیخ عالی.چهاربنیچه.جلالی.قلعه سردی)که از تیره های بنام بختیاری هستند از نژاد شاهان کیانی هستند.
طایفه کیانی یکی از اصیل‌ترین طوایف قوم سیستانی است. کیانی‌ها به دلیل اینکه جد اندر جد کاخ‌نشین بوده‌اند و چادرنشینی را پست می‌دانسته‌اند هرگز به چادرنشینی روی نمی‌آوردند از این رو کیانی‌هایی که در بین بختیاری‌ها هستن کیانی‌های اصیل هستند. که در گذشته صاحب حکومت و پادشاهی بودند. کیانی‌ها اصالت و ریشهٔ خود را به دودمان کیانیان می‌دانند و همچنین در گذشته از دین زرتشتیت پیروی می‌کردند همچنین طایفه کیارسی نیز از تبار کیانیان (نوادگان کی‌آرش فرزند دوم کی‌قباد) می‌باشند که در شمال استان خوزستان از ایام کهن یکجانشین بودند.

## تبارشناسی
خاندان کیانی، خاندانی سیستانی که مدت‌ها بر سیستان و دره هلمند حکومت می‌کرد و در اوائل قرن ۱۸ میلادی از قدرت ساقط گردید. اعضای این خاندان خود را از اعقاب کیانیان می‌دانستند. در طول تاریخ دو طبقه از خاندان کیانی بر سیستان حکمرانی کردند: طبقه اول سلسله صفاریان، توسط یعقوب لیث و برادرانش که پیشه رویگری (صفاری) داشتند، بنیان گذاشته شد. آخرین حکمران این سلسله، امیرخلف بن احمد بن محمد خلف بود که در سال ۳۹۳ هجری قمری توسط سلطان محمود غزنوی از حکمرانی خلع شد. طبقه دوم، که به ملوک نیمروز معروف هستند، پس از یک دوره فترت شصت ساله زمام حکومت سیستان را در دست گرفتند و با پیوستن به سلاجقه جلال و عظمت خود را تجدید کردند. ملوک نیمروز خود منشعب به دو سلسله بودند: «ملوک نصری»، که تا حمله مغول در سیستان حکمرانی می‌کردند و ملوک مهربانی که حکومت آنان تا عصر صفویه به طول انجامید.
در هنگام حمله افغان ملک محمود حاکم کیانی سیستان، توانست با افغان‌ها به مصالحه برسد و حتی قلمروی خود را تا خراسان گسترش دهد. اما سرانجام به دست نادرشاه مقتول شد و حکومت سیستان به یکی از منسوبانش به نام ملک حسن رسید. پس از مرگ نادر و عادل شاه، سیستان و بعضی نواحی دیگر به دست احمدشاه درانی افتاد. در این زمان حکومت سیستان در دست سلیمان خان کیانی بود که تحت اوامر احمدشاه قلمروی خود را اداره می‌کرد و دختر خود را به همسری پادشاه افغانستان درآورده بود. در زمان شاه‌محمود درانی، ملک بهرام کیانی حاکم سیستان بود و او دختر خود را به کامران میرزا پسر محمود شاه داد. ملک بهرام در اواخر عمر، توسط مخالفین داخلی از سیستان رانده شد. پس از مرگ او، پسرش ملک جلال‌الدین به کمک کامران میرزا باردیگر حکومت سیستان را در دست گرفت. ولی پس از کامران میرزا، مخالفین دوباره سربرافراشتند و جلال‌الدین را مغلوب و از سیستان بیرون کردند. با این کار به حکومت سلسله کیانی پایان داده شد و قلمرو آنان بین محمدرضاخان سرابندی و هاشم خان شهرکی تقسیم گشت.
از عصر صفوی شاخه‌ای از خاندان کیانی در گیلان و مازندران گسترش یافت. نیای این شاخه، ملک عبدالعزیز، از ملوک کیانی بود که به دستور شاه صفوی به حکومت مازندران منصوب شد. او پس از مدتی به گیلان رفت و در نزدیک لاهیجان باغ‌هایی احداث کرد و نام آن را به یاد زادگاه خود «سیستان» گذاشت. در اعصار بعدی چندین نفر از نوادگان او به حکومت لاهیجان رسیدند. معروفترین نواده او، محمدعلی‌خان امین دیوان لاهیجی (صفاری) است که در عصر خود از بزرگ‌ترین مالکین گیلان به‌شمار می‌آمد و از طرف ناصرالدین شاه به لقب «خانی» و دریافت شمشیر و کمربند مرصع نائل شده بود. امین دیوان جد اعلای خاندان صفاری لاهیجان است. محمدعلی صفاری (۱۲۷۷–۱۳۶۶) شهردار تهران و رئیس شهربانی کل کشور، نوه او بود.